# Christophoruskirche (Mühlfeld)

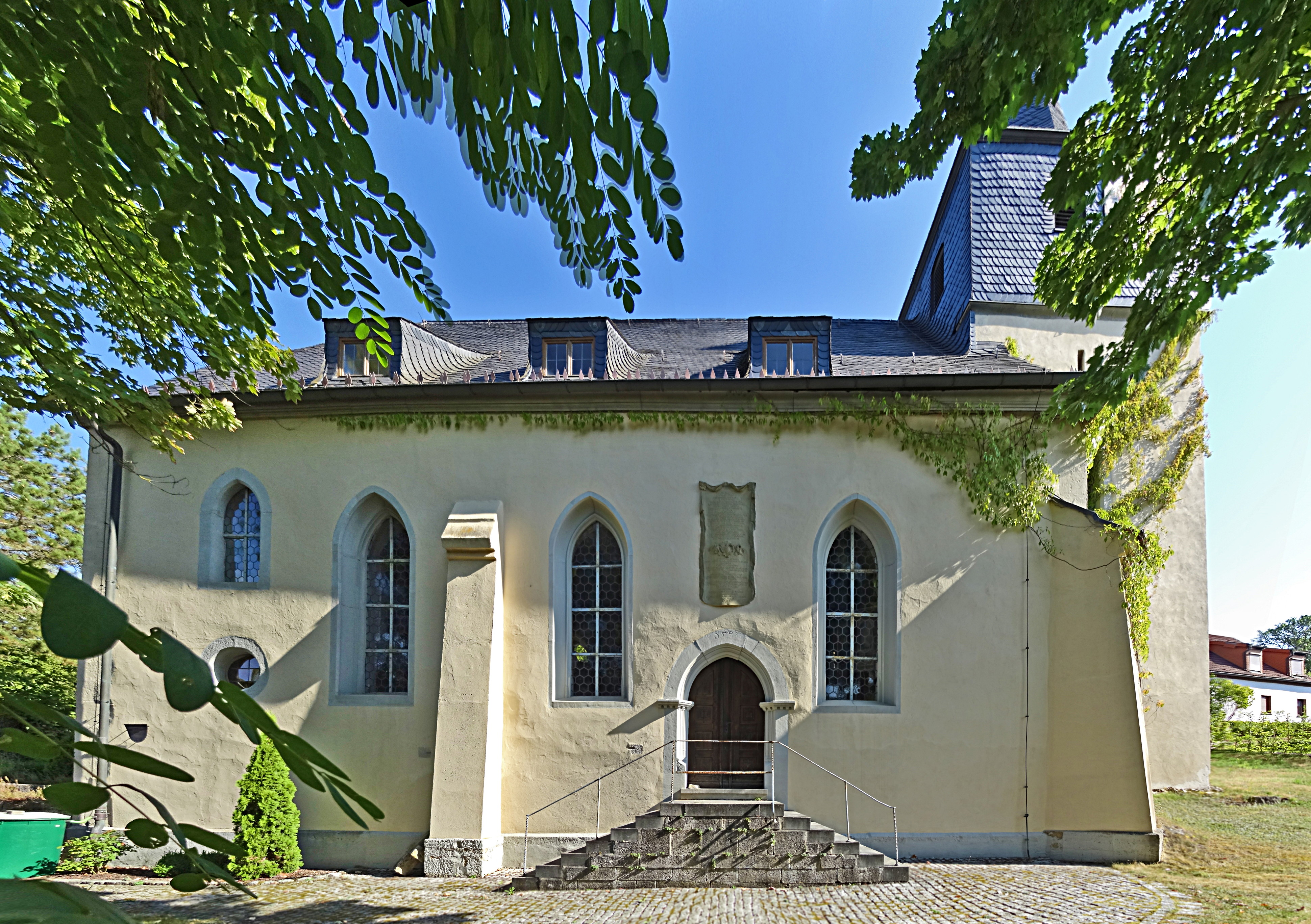
Christophoruskirche in Mühlfeld

Die evangelische Christophoruskirche steht in Mühlfeld, einem Gemeindeteil der Stadt Mellrichstadt im unterfränkischen Landkreis Rhön-Grabfeld in Bayern. Die unteren Turmgeschosse des denkmalgeschützten Bauwerks sind spätgotisch. Die Kirchengemeinde gehört zum Dekanat Bad Neustadt an der Saale im Kirchenkreis Ansbach-Würzburg der Evangelisch-Lutherischen Kirche in Bayern.

## Beschreibung

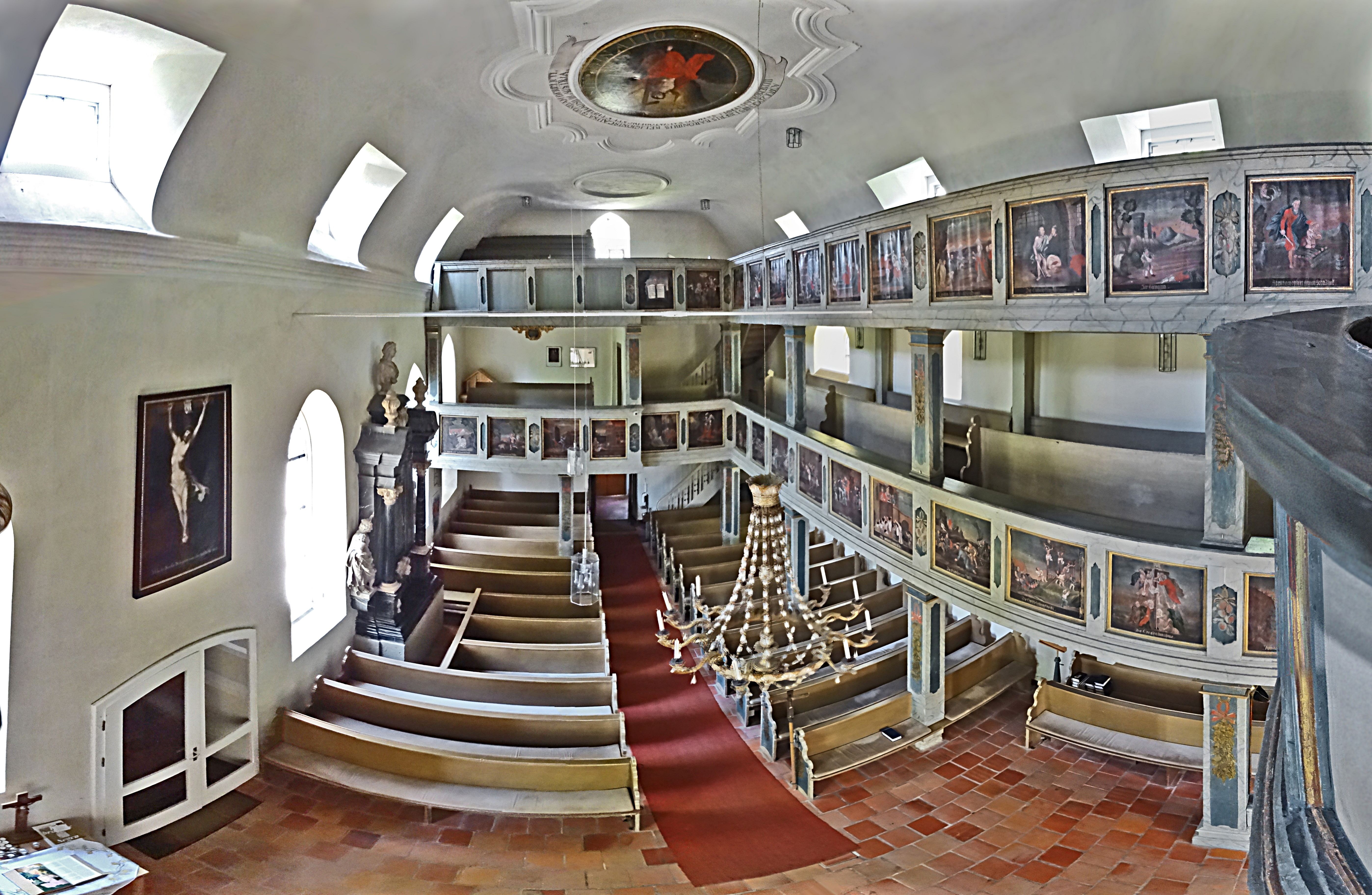
Innenansicht

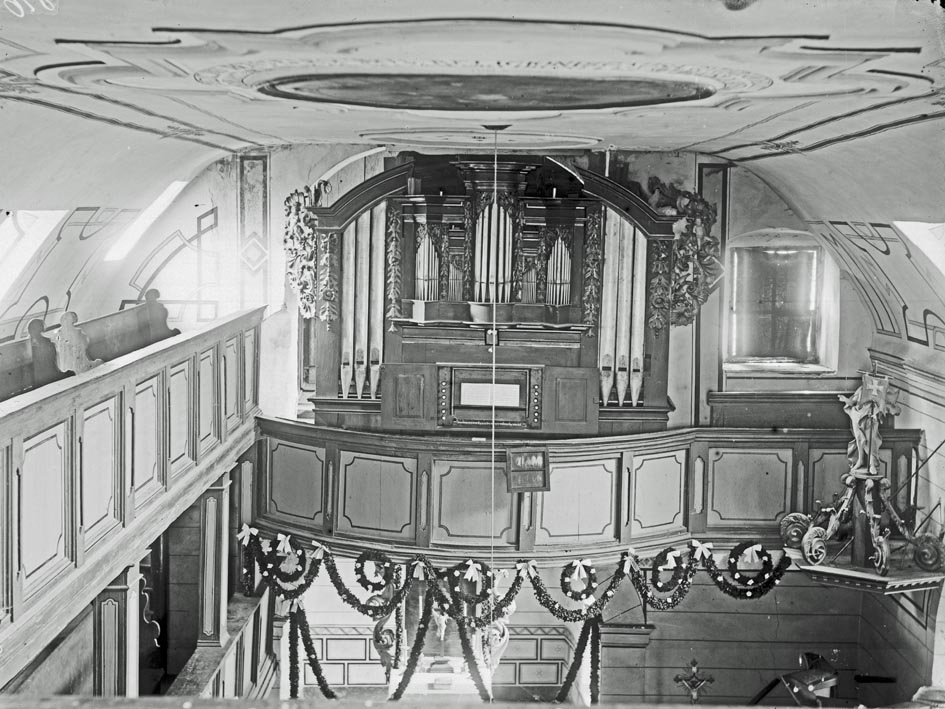
Die Orgel in einem Foto von Anton Tretter

Der Chorturm ist im Kern spätgotisch. Sein schiefergedecktes oberstes Geschoss, das die Turmuhr und den Glockenstuhl beherbergt, und den achtseitigen Knickhelm erhielt er erst später. An ihn wurde 1593 das Langhaus angebaut, nach der Zerstörung im Dreißigjährigen Krieg wurde es wieder instand gesetzt.
1723 wurde das Langhaus durch den Einbau von Emporen erweitert, deren Brüstungen bemalt sind. Das Altarretabel wurde vom Hofmaler des Landgrafen von Hessen-Rotenburg mit der Darstellung des Gekreuzigten gestaltet. Im Chor, d. h. im Erdgeschoss des Chorturms, befinden sich noch die Grabmäler eines Ritters von Eberstein mit der Jahreszahl 1481 und einer Sophia von Wolzogen mit der Jahreszahl 1746.